# (35062) Sakuranosyou
(35062) Sakuranosyou – planetoida z pasa głównego asteroid okrążająca Słońce w ciągu 3 lat i 234 dni w średniej odległości 2,37 j.a. Została odkryta 12 marca 1988 roku w obserwatorium w Kobuchizawa przez Masaru Inoue i Osamu Muramatsu. Nazwa planetoidy pochodzi od Sakuranosyou (Musashino Sakurano Elementary School), szkoły znajdującej się w mieście Musashino. Przed nadaniem nazwy planetoida nosiła oznaczenie tymczasowe (35062) 1988 EP.